# Valença (Charente)
Valença (en francès Valence) és un municipi francès situat al departament del Charente i a la regió de la Nova Aquitània. L'any 2007 tenia 233 habitants.

## Demografia

### Població
El 2007 la població de fet de Valence era de 233 persones. Hi havia 108 famílies de les quals 28 eren unipersonals (16 homes vivint sols i 12 dones vivint soles), 40 parelles sense fills, 28 parelles amb fills i 12 famílies monoparentals amb fills.
La població ha evolucionat segons el següent gràfic:
Habitants censats

### Habitatges
El 2007 hi havia 133 habitatges, 105 eren l'habitatge principal de la família, 18 eren segones residències i 10 estaven desocupats. 127 eren cases i 4 eren apartaments. Dels 105 habitatges principals, 90 estaven ocupats pels seus propietaris, 13 estaven llogats i ocupats pels llogaters i 2 estaven cedits a títol gratuït; 9 tenien dues cambres, 13 en tenien tres, 31 en tenien quatre i 52 en tenien cinc o més. 86 habitatges disposaven pel capbaix d'una plaça de pàrquing. A 45 habitatges hi havia un automòbil i a 48 n'hi havia dos o més.

### Piràmide de població
La piràmide de població per edats i sexe el 2009 era:
| Homes | Edats   | Dones |
| ----- | ------- | ----- |
| 0     | 95 o +  | 0     |
| 0     | 90 a 94 | 12    |
| 0     | 85 a 89 | 0     |
| 4     | 80 a 84 | 8     |
| 4     | 75 a 79 | 4     |
| 12    | 70 a 74 | 4     |
| 12    | 65 a 69 | 16    |
| 0     | 60 a 64 | 4     |
| 4     | 55 a 59 | 0     |
| 12    | 50 a 54 | 16    |
| 0     | 45 a 49 | 4     |
| 4     | 40 a 44 | 4     |
| 12    | 35 a 39 | 4     |
| 8     | 30 a 34 | 4     |
| 8     | 25 a 29 | 8     |
| 8     | 20 a 24 | 0     |
| 8     | 15 a 19 | 0     |
| 4     | 10 a 14 | 12    |
| 4     | 5 a 9   | 12    |
| 4     | 0 a 4   | 8     |

## Economia
El 2007 la població en edat de treballar era de 137 persones, 89 eren actives i 48 eren inactives. De les 89 persones actives 77 estaven ocupades (48 homes i 29 dones) i 12 estaven aturades (5 homes i 7 dones). De les 48 persones inactives 23 estaven jubilades, 8 estaven estudiant i 17 estaven classificades com a «altres inactius».

### Ingressos
El 2009 a Valence hi havia 97 unitats fiscals que integraven 217 persones, la mediana anual d'ingressos fiscals per persona era de 14.369 €.

### Activitats econòmiques
Dels 10 establiments que hi havia el 2007, 1 era d'una empresa alimentària, 1 d'una empresa de fabricació d'altres productes industrials, 3 d'empreses de construcció, 2 d'empreses de comerç i reparació d'automòbils, 1 d'una empresa d'hostatgeria i restauració i 2 d'empreses de serveis.
Dels 5 establiments de servei als particulars que hi havia el 2009, 1 era un taller de reparació d'automòbils i de material agrícola, 1 paleta, 1 guixaire pintor, 1 lampisteria i 1 restaurant.
L'únic establiment comercial que hi havia el 2009 era una fleca.
L'any 2000 a Valence hi havia 16 explotacions agrícoles que ocupaven un total de 602 hectàrees.

## Equipaments sanitaris i escolars
El 2009 hi havia una escola elemental integrada dins d'un grup escolar amb les comunes properes formant una escola dispersa.

## Poblacions més properes
El següent diagrama mostra les poblacions més properes.